# Tara King
Pour les articles homonymes, voir King.
Tara King est un personnage de fiction de la série télévisée Chapeau melon et bottes de cuir, interprété par l'actrice canadienne Linda Thorson. 
Sixième partenaire de l'agent John Steed (et quatrième partenaire féminine), elle apparaît dans la saison 6 (en couleur) de la série (1968-1969), jouant dans 33 épisodes. Elle succède à Emma Peel. 
Il s'agit également de la première partenaire de Steed à être un véritable agent secret.

## Débuts dans la série
Contrairement aux autres partenaires de Steed, on sait peu de choses sur elle. Elle est entrée dans l'école des services secrets assez tôt et est enrôlée comme stagiaire sous le matricule « Agent 69 ». Son premier contact avec l'agent au chapeau melon est raconté dans l'épisode « charnière » Ne m'oubliez pas (saison 6). Rencontre fracassante : pensant qu'il s'agit de « l'ennemi » de son exercice d'entraînement, elle lui saute dessus avant de se rendre compte de son erreur et de s'excuser. Peu après, elle lie connaissance avec lui, qu'elle considère comme son mentor : c'est le début de leur amitié. Elle l'aide par ailleurs à résoudre l'affaire au cœur de l'épisode.
À la fin de l'épisode, Emma Peel quitte Steed et sa vie d’« espionne amateur » pour retrouver son mari, miraculeusement retrouvé dans la forêt amazonienne. Il faut donc à Steed une nouvelle partenaire. Celui-ci téléphone à Mère-Grand, son supérieur direct, pour qu'il s'en occupe sachant qu'il « connaît ses goûts ». Mère-Grand désigne Tara qui croise Emma dans l'escalier menant à l'appartement de Steed. Elle ne recevra de sa prédécesseure qu'un seul conseil : dans quel sens tourner le thé de Steed. Ce passage de flambeau est par ailleurs le passage le plus connu de la série. Elle arrive dans l'appartement de Steed et ce dernier, bien qu'attristé par le départ d'Emma, est ravi de la voir, l'accueillant avec joie.

## Le personnage
Tara King pratique un style de combat énergique, bouillonnant, et peu conventionnel (contrairement au judo de Cathy Gale et au kung-fu d'Emma Peel). Cependant, elle a un niveau très élevé en karaté, comme le montre son combat victorieux contre un maître en la matière dans un épisode. Similairement à Honor Blackman (Cathy Gale), Linda Thorson exécuta généralement ces scènes de combat sans doublures (peu courant à l'époque). Similairement à ses deux prédécesseures et à son partenaire, Tara aime le champagne et en a une réserve importante chez elle.
Elle a également de brillantes connaissances en perçage de coffre-fort, chimie, parfumerie, en musique classique, en histoire. Elle a par ailleurs une résistance à la torture conséquente, et une endurance physique peu commune, sans oublier quelques talents de cuisinière.

## Hommages
Le groupe de musique français Matmatah fait allusion à Tara King dans la chanson Emma en 1998 où il est dit qu'Emma serait « cent fois plus belle que Tara ».